# ایفی ایبکوه
ایفی ایبکوه (انگلیسی: Ify Ibekwe؛ زادهٔ ۵ اکتبر ۱۹۸۹) بازیکن بسکتبال اهل ایالات متحده آمریکا است.
وی در مسابقات کشوری و بین‌المللی در مجموع برندهٔ ۲ مدال طلا شده‌است.